# Renaud Lavillenie
Renaud Lavillenie (* 18. září 1986, Barbezieux-Saint-Hilaire, Poitou-Charentes) je francouzský atlet, olympijský vítěz, halový mistr světa, světový rekordman, trojnásobný mistr Evropy a čtyřnásobný halový mistr Evropy ve skoku o tyči.

## Kariéra
V roce 2007 skončil na mistrovství Evropy do 23 let v maďarském Debrecínu ve finále na desátém místě. O rok později skončil druhý na Evropském halovém poháru v atletice v Moskvě a neprošel sítem kvalifikace na halovém MS 2008 ve Valencii.
V roce 2009 se stal v italském Turíně halovým mistrem Evropy, když ve finále jako jediný překonal 581 cm. Druhý Pavel Gerasimov z Ruska a třetí Němec Alexander Straub skočili 576 cm.
21. června 2009 na mistrovství Evropy družstev v portugalském městě Leiria pokořil jako první Francouz v historii šestimetrovou hranici pod otevřeným nebem, když překonal laťku ve výšce 601 cm. Stal se novým držitelem národního rekordu. Ten držel hodnotou 598 cm od roku 1999 olympijský vítěz z Atlanty Jean Galfione.
Na světovém šampionátu 2009 v Berlíně vybojoval výkonem 580 cm bronzovou medaili. Stříbro získal jeho krajan Romain Mesnil, který skočil o pět centimetrů výš a zlato Australan Steven Hooker, který překonal 590 cm.
V roce 2010 neprošel sítem kvalifikace na halovém MS v katarském Dauhá, když nepřekonal 560 cm. V témže roce získal zlatou medaili na evropském šampionátu v Barceloně, kde ve finále jako jediný skočil 585 cm.
V roce 2011 obhájil na halovém ME v Paříži zlatou medaili z předchozího šampionátu v Turíně. Ve finále navíc vytvořil výkonem 603 cm nový rekord šampionátu. Na MS v atletice 2011 v jihokorejském Tegu bral bronz (585 cm).
V roce 2012 získal zlato na olympijských hrách v Londýně. Ve stejném roce vyhrál halové MS v tureckém Istanbulu a Mistrovství Evropy v atletice 2012 ve finských Helsinkách.
V roce 2013 znovu obhájil zlato na halovém ME v Göteborgu. Na MS v atletice 2013 v Moskvě získal stříbrnou medaili.
V letech 2010, 2011, 2012 a 2013 se stal vítězem Diamantové ligy.
Dne 15. února 2014 překonal v Doněcku světový halový rekord výkonem 616 cm.
Na světových šampionátech v letech 2015 i 2017 získal v soutěži tyčkařů vždy bronzovou medaili. V olympijském závodu ve skoku o tyči v roce 2016 obsadil druhé místo.
V roce 2018 získal na ME v Berlíně bronzovou medaili výkonem 595 cm.

## Ankety
- V roce 2014 se stal vítězem ankety Atlet světa.

### Osobní rekordy
Je jedním ze sedmi tyčkařů, který překonali šestimetrovou hranici v hale i pod širým nebem. Totéž dokázali v celé historii jen Armand Duplantis, Sergej Bubka, Radion Gataullin, Maxim Tarasov, Jeff Hartwig a Steven Hooker.
- hala – 616 cm – 15. února 2014, Doněck
- venku – 605 cm – 30. května 2015, Eugene